# Retro City Rampage
Retro City Rampage est un jeu vidéo parodique de type GTA-like développé et édité par Vblank Entertainment, sorti à partir de 2012 sur Windows, Mac, Linux, Wii, Nintendo Switch, PlayStation 3, PlayStation 4, Xbox 360, Nintendo 3DS, PlayStation Portable, PlayStation Vita, iOS et Android. Pour faire écho à son aspect rétro, le jeu a également été porté presque à l'identique sur l'ancien système d'exploitation DOS sous le titre Retro City Rampage 486.

## Accueil

### Critique
- Eurogamer : 8/10[1]
- Game Informer : 7/10[2]
- Gamekult : 6/10[3]
- GamesRadar+ : 3/5[4]
- GameSpot : 7/10[5]
- IGN : 5,3/10[6]
- Jeuxvideo.com : 12/20[7]
- Joystiq : 4/5[8]

### Récompenses
Lors de l'Independent Games Festival 2011, le jeu a été nommé dans la catégorie Excellence en Son et a reçu une mention honorable dans les catégories du Grand prix Seumas-McNally et de l'Excellence en Arts visuels

### Ventes
En décembre 2014, le jeu s'était vendu a plus de 400 000 exemplaires.